# Elatostema tenumpokense
Elatostema tenumpokense är en nässelväxtart som beskrevs av L. S. Gibbs. Elatostema tenumpokense ingår i släktet Elatostema och familjen nässelväxter. Inga underarter finns listade i Catalogue of Life.